# Roztwór buforowy
Roztwór buforowy, roztwór zbuforowany, zwyczajowo: bufor – roztwór, którego pH prawie się nie zmienia po dodaniu niewielkich ilości mocnych kwasów lub zasad, ani po rozcieńczeniu wodą. Jest to mieszanina słabego kwasu i soli tego kwasu z mocną zasadą albo mieszanina słabej zasady i soli tej zasady z mocnym kwasem.

## Mechanizm działania buforów
Mechanizm działania buforu najłatwiej jest prześledzić na przykładzie układu słabego kwasu i komplementarnej wobec niego soli. W tym przypadku głównym źródłem silnej zasady (A-) nie jest słabo dysocjujący kwas, lecz mocno zdysocjowana sól (XA):
XA ⇌ X+(aq) + A−(aq)     (1)
Niezależnie od wyjściowych składników buforu, po ich rozpuszczeniu w wodzie i częściowej dysocjacji tworzy się równowaga słabego kwasu (HA) i sprzężonej z nim mocnej zasady (A–):
HA(aq) + H2O ⇌ H3O+(aq) + A−(aq)     (2)
która jest odpowiedzialna za odporność buforu na zmiany pH.
Ze względu na dużą ilość jonów A− dostarczanych w reakcji (1) przez sól równowaga opisana równaniem (2) jest bardzo silnie przesunięta w stronę kwasu (HA). Można powiedzieć, że w tego rodzaju buforze niemal cała ilość jonów A− pochodzi z soli, zaś słaby kwas (HA) pozostaje w roztworze w formie prawie niezdysocjowanej. Zadaniem soli jest więc blokowanie dysocjacji słabego kwasu.
W momencie dodania do roztworu buforowego silnej zasady reaguje ona z jonami hydroniowymi (H3O+(aq)), które jednak są natychmiast regenerowane przez dysocjację kwasu (HA), którą uruchamia właśnie fakt znikania jonów hydroniowych w równowadze opisanej równaniem (2). W chwili dodania silnego kwasu silna zasada sprzężona (A–), która występuje cały czas w dużym stężeniu, reaguje z tym kwasem i w rezultacie pH całego układu się nie zmienia.

## Przykłady układów buforowych
Do często stosowanych buforów należą:
- bufor wodorowęglanowy: H
2CO
3 + HCO−
3
- bufor octanowy: CH3COOH + CH3COONa/CH3COOK w zakresie pH = 3,6–5,6[1]
- bufor amonowy: NH3 · H2O + NH4Cl w zakresie pH = 8–11
- bufor fosforanowy: NaH2PO4 + Na2HPO4 lub KH2PO4 + K2HPO4 w zakresie pH = 5,7–8,0[1]
- bufor boranowy: H3BO3, Na2B4O7 w zakresie pH = 7–9.

Wiele buforów o zdefiniowanym pH jest dostępnych komercyjnie. Są one przygotowywane w oparciu o certyfikowane buforowe roztwory referencyjne produkowane przez niektóre instytucje państwowe, na przykład amerykański Narodowy Instytut Norm i Techniki lub niemiecki Federalny Urząd Fizyczno-Techniczny.

## Wzór Hendersona-Hasselbalcha
Ze względu na rolę, jaką pełni w czasie reakcji roztwór buforowy, ważna jest umiejętność wyznaczania jego pH (bardzo przydatna przy sporządzania roztworu). Wykorzystuje się w tym celu wzór Hendersona-Hasselbalcha, który wiąże z sobą pH, stałą dysocjacji kwasowej oraz stężenia molowe składników:
{\displaystyle pH=pK_{a}+\log {\frac {c_{akceptora}}{c_{donora}}}}
gdzie:
{\displaystyle K_{a}} – stała dysocjacji kwasowej donora
{\displaystyle c} – stężenie protonodawcy lub protonobiorcy
oraz:
{\displaystyle pH=-\log[H^{+}]}
{\displaystyle pK_{a}=-\log K_{a}.}

## Pojemność buforowa
Cały układ buforujący nie jest skuteczny w nieskończoność. Każdy bufor posiada swoją pojemność, zwaną pojemnością buforową (β), która jest warunkowana stałą równowagi głównej reakcji buforowej oraz stężeniem czynnika słabo dysocjującego. Na przykład jeśli do roztworu bufora złożonego ze słabego kwasu i jego soli dodamy tyle silnej zasady, że spowoduje ona całkowitą dysocjację słabego kwasu (HA) w reakcji (2), dalsze dodawanie tej zasady spowoduje już taką zmianę pH, jaka nastąpiłaby bez obecności bufora. Pojemność buforowa zależy od ogólnego stężenia kwasu i jego soli. Maksymalna pojemność wzrasta wraz z ogólnym stężeniem i nie zależy od mocy kwasu.

### Definicja
Pojemność buforowa zdefiniowana jest jako:
{\displaystyle \beta =\left|{\frac {dn}{dpH}}\right|\approx \left|{\frac {\Delta n}{\Delta pH}}\right|}
gdzie:
- Δn – ilość moli dodanego mocnego kwasu lub zasady (w praktyce podaje się dla 1 dm³ buforu, czyli Δn/V)
- ΔpH – zmiana pH wywołana dodaniem tej ilości kwasu lub zasady.

Pojemność buforowa (jej wartość jest zależna od pH) określa więc wrażliwość określonej ilości roztworu na dodawanie mocnego kwasu lub zasady – na przykład zmiana pH o 0,01 w wyniku dodania 0,006 mola kwasu lub zasady oznacza β = 0,6 mol.

### Wzór van Slyke’a
Wzór van Slyke’a (Donald van Slyke, 1883–1971) pozwala obliczyć pojemność buforową β jako funkcję pH roztworu, dla układu typu: HA + A− (łącznie z obszarem nadmiaru mocnego kwasu lub nadmiaru mocnej zasady):
{\displaystyle \beta =\ln 10\left(C{\frac {[H^{+}]\cdot K_{a}}{\left([H^{+}]+K_{a}\right)^{2}}}+[H^{+}]+[OH^{-}]\right)}
gdzie:
C = [HA] + [A−] – łączne stężenie słabego kwasu i jego soli
Ka – stała dysocjacji kwasu HA
ln 10 ≈ 2,3026.
Największa pojemność buforowa pojawia się w obszarze buforowym dla pH = pKa oraz dla dużych nadmiarów mocnego kwasu lub zasady (daleko poza obszarem buforowym).
Uproszczony wzór van Slyke’a pozwala obliczyć pojemność buforową β jako funkcję pH roztworu, dla układu typu: HA + A− (tylko w obszarze bufora w pobliżu pKa, bez obszaru nadmiaru mocnego kwasu lub nadmiaru mocnej zasady):
{\displaystyle \beta =\ln 10\cdot C{\frac {[H^{+}]\cdot K_{a}}{\left([H^{+}]+K_{a}\right)^{2}}}.}

## Zastosowania
Roztwory buforowe służą do utrzymania stałego odczynu roztworów. Stosuje się je m.in. do kontrolowania pH reakcji chemicznych, w chemii analitycznej (np. do kalibracji pH-metrów), w biologii molekularnej (np. w PCR i praktycznie wszystkich reakcjach z udziałem enzymów lub w pracach z kwasami nukleinowymi), w mikrobiologii i biotechnologii do hodowli bakterii i innych mikroorganizmów.
Wykorzystuje się je w wielu procesach przemysłowych wymagających stałego pH, w tym przy produkcji barwników, leków i w procesach fermentacyjnych, a także w poligrafii, przy druku w technice offsetowej. Wiele buforów jest też stosowanych do kontrolowania pH produktów spożywczych, kosmetyków i leków. Niektóre bufory, między innymi boranowy, są same stosowane jako substancje lecznicze, na przykład do przemywania poparzonej skóry lub oczu. Roztwory buforowe są także podawane w kroplówkach osobom ciężko chorym.

## Roztwory buforowe w organizmach żywych
Bufory utrzymują ściśle określone pH ustroju wszystkich organizmów, którego zachwianie może spowodować śmierć organizmu. Bufory krwi zdrowego człowieka utrzymują pH w granicach od 7,35 do 7,45. Wartości pH poniżej 7,35 określane są jako kwasica, zaś powyżej 7,45 jako zasadowica. Prawidłowy zasób zasad buforowych we krwi wynosi 48 meq/l, a w przestrzeni śródmiąższowej 30 meq/l.
W organizmach ludzkich znaczącą rolę pełnią bufory:
- bufor białczanowy (około 2% pojemności buforowej krwi)
- bufor hemoglobinowy (około 35% pojemności buforowej krwi)
- bufor wodorowęglanowy (około 55% pojemności buforowej krwi)
- bufor fosforanowy (około 6% pojemności buforowej krwi).